# José Maria Marin
José Maria Marin (São Paulo, 6 de maig de 1932 - São Paulo, 20 de juliol de 2025) fou un advocat, exfutbolista, exdirigent esportiu i polític brasiler. Va ser vicegovernador i governador de São Paulo, president de la Confederació Brasilera de Futbol (CBF) i president del Comitè Organitzador Local de la Copa del Món de la FIFA Brasil 2014 (COL).
El maig de 2015 va ser arrestat a Suïssa, juntament amb altres dirigents de la FIFA, acusats de corrupció en el marc de l'operació coneguda com a Cas Fifagate.
L'agost de 2018, va ser condemnat a quatre anys de presó i, l'abril de 2019, va ser inhabilitat per la FIFA i apartat de l'equip directiu de la CBF.
El març de 2020, va ser posat en llibertat per la justícia estatunidenca per raons humanitàries.

## Biografia
Fill de Joaquín Marín y Umañes, d'origen espanyol i un dels introductors de la boxa a Brasil, José Maria Marin va néixer i créixer a Sant Amaro, a la zona sud de São Paulo, on més tard seria conegut pel futbol i la política. Va ser futbolista del São Paulo Futebol Clube, on jugava d'extrem dret.
El jove jugador va cridar l'atenció de Vicente Feola, el seleccionador brasiler que va guanyar els mundials de 1958, aleshores entrenador del São Paulo. Encara que tècnicament no era un gran futbolista, la seva astúcia i intel·ligència eren valorades per Feola, que li va recomanar seguir estudiant per assegurar-se un bon futur.
La carrera com a futbolista no va ser brillant. Entre 1949 i 1954, Marín va passar més temps jugant en els clubs menors de São Paulo, com el Sant Bento de Marília i el Jabaquara, que amb el mateix Tricolor Paulista, on va marcar un gol jugant només un parell de partits oficials.
Seguint els consells de l'entrenador, Marin va compaginar els entrenaments amb els estudis a la Facultat de Dret de Largo de São Francisco, graduant-se en dret el 1955.

## Trajectòria Política
Marín va començar la seva carrera política el 1963, any en què va ser elegit regidor a São Paulo, com a membre del Partit de Representació Popular (PRP), fundat per l'integralista Plínio Salgado. El 1969, va accedir a la presidència de la Cãmara Municipal de São Paulo.
En la dècada següent, va ser diputat estatal pel partit Aliança Renovadora Nacional (ARENA). Va destacar pels seus abrandats discursos contra l'esquerra. El més notori d'ells va ser publicat el 9 d'octubre de 1975 al Butlletí Oficial de l'Estat de São Paulo. El text criticava durament l'absència de la cadena televisiva TV Cultura en la cobertura d'esdeveniments del seu partit. El discurs va ser interpretat com una de les causes que van dur a la mort del periodista Vladimir Herzog 16 dies després.
El 1978, Marin va ser triat, en elecció indirecta, vicegovernador de São Paulo i, entre 1982 i 1983, va exercir el càrrec de governador durant deu mesos en substitució de Paulo Maluf, que optava a una vacant de diputat federal. Com a governador, va continuar el pla de govern de Maluf, consolidant el projecte energètic de l'estat, inaugurant centrals hidroelèctriques a l'interior, i signant l'extinció del Departament d'Ordre Política i Social (DOPS) paulista, òrgan de repressió policial de la dictadura militar. No obstant això, igual que el seu predecessor, va ser acusat d'accions truculentes de la policia militar considerades antigovernamentals. El març de 1983, el senador de l'oposició, André Franco Montoro, candidat pel PMDB, el va succeir. Després de la fi del règim militar, el prestigi polític de Marin va seguir en franca davallada. Des del 1985 fins al 2002 es va presentar a diverses convocatòries electorals obtenint discrets resultats. Actualment està afiliat al Partit Laborista Brasiler (PTB)

## Dirigent esportiu
Va ser president de la Federació Paulista de Futbol entre 1982 i 1988 i cap de la Delegació Brasilera en la Copa del Món de 1986, a Mèxic. El 25 de gener de 2012, al lliurament de premis d'un torneig de futbol base a São Paulo, es va ficar a la butxaca una de les medalles d'or, deixant sense al jugador Matheus Vidotto. L'acte va ser enregistrat per les càmeres de la cadena televisiva Band i retransmès en directe per la televisió nacional. L'incident va causar un gran enrenou i va ser molt difós i comentat a les xarxes socials.
Com a vicepresident de la CBF, en representació de la Regió Sud-est, era el successor de Ricardo Teixeira. Després de la renúncia de Teixeira, al·legant motius de salut, va assumir, el 12 de març de 2012, la direcció de la Confederació Brasilera de Futbol i del COL (Comitè Organitzador Local de la Copa del Món FIFA Brasil 2014).
En el primer any del seu mandat va destituir a l'entrenador de la selecció brasilera, Mano Menezes, i va anunciar el retorn de Luiz Felipe Scolari. El 2013, Brasil va guanyar la Copa Confederacions, jugant la final contra Espanya a l'Estadi de Maracaná recuperant, així, el prestigi davant els aficionats.
El 2014, últim any del mandat de Marin, el president de la Federació Paulista de Futbol, Marc Polo Del Nero, va ser triat per a succeir-ho, a partir de 2015, al capdavant de la CBF.
La nova seu de la CBF, que va ser inaugurada en 4 de juliol de 2014, portava el nom de José Maria Marin. L'homenatge va ser suggerit pel president de la Federació Catarinense, Delfim Peixoto, que afirmava que la seu de l'entitat era una obra feta per l'actual president. La decisió va ser presa en la mateixa assemblea de la CBF que va triar Marc Polo Del Nero, president de la Federació Paulista de Futbol, com a president de la CBF a partir d'abril de 2015. El nom de la nova seu va ser retirat després de la seva detenció per corrupció a la ciutat suïssa de Zúric.

## Fifagate
El 27 de maig de 2015, José Maria Marin va ser un dels set membres de la FIFA detinguts a l'Hotel Baur au Lac de Zúric (Suïssa), en el marc de les investigacions liderades pel Departament de Justícia dels Estats Units en el denominat Cas Fifagate. Els dirigents, que estaven preparant el 65è congrés de la FIFA per elegir nou president, van ser formalment acusats de diversos delictes de corrupció. Les investigacions de l'FBI van determinar que els delictes es remuntaven a l'any 1991 i que el total defraudat superava els 150 milions de dòlars en suborns per adjudicar-se els drets de màrqueting dels grans tornejos de futbol. Entre els set detinguts hi havia dos vicepresidents de la FIFA, Jeffrey Webb i Eugenio Figueredo, a més de Julio Rocha, Costas Takkas, Eduardo Li i Rafael Esquivel. També van ser imputats altres executius relacionats amb el màrqueting esportiu com Alejandro Burzaco, Aaron Davidson, Hugo Jinkis, Mariano Jinkis i José Margulies. Simultàniament, una altra operació d'escorcoll es va realitzar a la seu de la CONCACAF a Miami.
José Maria Marin va ser extradit als EUA després de passar cinc mesos empresonat a Suïssa. Va quedar en llibertat sota fiança de 15 milions de dòlars i arrest domiciliari a l'àrea de Nova York. El 22 d'agost de 2018, Marin va ser condemnat a quatre anys de presó, se li van confiscar 3,3, milions de dòlars i va ser multat amb 1,2 milions de dòlars més.
El 15 d'abril de 2019, Marín va ser inhabilitat a perpetuïtat pel Comitè d'Ètica de la FIFA i multat amb un milió de francs suïssos per haver infringit l'article 27 (suborn) del codi ètic.
El 30 de gener de 2020, Marin va ser posat en llibertat per raons humanitàries. Marin, que complia condemna a la presó federal d'Allonwood, estat de Pennsilvània, havia de quedar en llibertat el 9 de desembre de 2020. La jutgessa, Pamela K. Chen, va estimar el recurs d'emergència presentat pels advocats de Marín i va decidir escurçar la condemna. La jutgessa va justificar la seva decisió basant-se en l'avançada edat de Marín, el deteriorament significatiu de la seva salut, el risc alt de contraure la malaltia de la COVID-19 a causa de la pandèmia per coronavirus de 2019-2020, per la seva condició de delinqüent no violent i per haver complert el 80% de la pena.